# Get Born
Get Born è il primo album del gruppo musicale australiano Jet, uscito nel 2003 per l'Etichetta Elektra Records.

## Tracce
1. Last Chance – 1:52 (Cester, Muncey)
2. Are You Gonna Be My Girl – 3:34 (Cester, Muncey)
3. Rollover DJ – 3:17 (Cester, Muncey)
4. Look What You've Done – 3:50 (Cester)
5. Get What You Need – 4:08 (Cester, Cester, Muncey)
6. Move On – 4:21 (Cester, Muncey)
7. Radio Song – 4:32 (Cester, Cester, Muncey)
8. Get Me Outta Here – 2:56 (Cester, Cester)
9. Cold Hard Bitch – 4:03 (Cester, Cester, Muncey)
10. Come Around Again – 4:30 (Cester, Cester)
11. Take It or Leave It – 2:23 (Cester, Muncey)
12. Lazy Gun – 4:42 (Cester, Cester)
13. Timothy – 4:32 (Cester)

## Formazione
- Nic Cester - chitarra e prima voce
- Cameron Muncey - chitarra e voce
- Mark Wilson - basso e pianoforte
- Chris Cester - batteria e voce

### Altri musicisti
- Billy Preston - piano, tastiere